# Mahalia Jackson
Mahalia Jackson (Nueva Orleans, 26 de octubre de 1911-Chicago, 27 de enero de 1972) fue una cantante estadounidense de Góspel. 
Ampliamente considerada como una de las más influyentes cantantes del siglo XX, y la mayor intérprete de Música góspel de todos los tiempos. Contaba con la tesitura vocálica de una contralto y es conocida como «La reina de la música góspel».
Fue conocida a nivel mundial como cantante y activista en defensa de los derechos civiles. 
Mahalia Jackson cantó ante los presidentes Eisenhower y John F. Kennedy. Cantó también ante Martin Luther King y en 1971, en Tokio, ante el Emperador Hirohito.
Murió el 27 de enero de 1972 en Chicago, Estados Unidos.